# Dolichos rhombifolius
Dolichos rhombifolius är en ärtväxtart som först beskrevs av Bunzo Hayata, och fick sitt nu gällande namn av Takahide Hosokawa. Dolichos rhombifolius ingår i släktet Dolichos och familjen ärtväxter. Inga underarter finns listade i Catalogue of Life.